# Film cu buget redus
Un film cu buget redus este un film realizat cu o finanțare redusă sau chiar fără finanțarea unui studio de film major sau investitor privat. Multe filme independente sunt realizate cu bugete reduse, de asemenea majoritatea filmelor realizate de regizori de film fără experiență sau necunoscuți sunt cu bugete mici. Mulți tineri cineaști sau producători debutanți realizează filme cu buget redus pentru a-și dovedi talentul înainte de a se apuca de producții mai mari. Multe filme cu buget redus, care nu obțin o anumită formă de atenție sau nu beneficiază de aprecieri sunt foarte rar lansate în cinematografe și sunt adesea trimise direct în comerțul cu amănuntul. Regizorii tineri moderni se bazează pe festivalurile de film pentru a-și promova filmele și pe ei însuși. Unele filme cu buget redus au devenit filme idol și acest lucru duce adesea la o distribuire mai largă a acestora. Nu a fost stabilită o sumă exactă de bani pe baza căreia să se definească producțiile cu buget redus. Termenul de „buget redus” este relativ de la o țară la alta și variază după gen. De exemplu, un film de comedie realizat cu 20 milioane de dolari americani ar fi considerat un buget modest, în timp ce un film de acțiune sau științifico-fantastic produs cu aceeași sumă de bani ar putea fi considerat film cu buget redus datorită faptului că este nevoie de o sumă mai mare de bani pentru a se produce filme de acest gen.

## Filme notabile cu buget redus
Unul dintre cele mai de succes filme cu buget redus a fost The Blair Witch Project din 1999. Acesta a avut un buget de aproximativ 60.000 de dolari americani, dar încasările globale au fost de aproape 249 milioane de dolari americani. Filmul a generat cărți, o trilogie de jocuri video precum și o continuare mai puțin populară. Cel mai de succes film cu buget redus a fost poate filmul erotic Deep Throat din 1972, care a avut un buget de doar 22.500 dolari, dar se zvonește că a avut încasări globale de peste 600 milioane dolari, deși această sumă este de multe ori contestată.
Alte exemple notabile sunt Noaptea morților vii (1968), The Texas Chain Saw Massacre (1974),Monty Python and the Holy Grail (1975), Halloween (1978), Mad Max (1979), Cartea morților (1981), Bad Taste (1987), Cubul (1997) și Open Water (2003).
Rocky a fost realizat cu un buget de 1 milion dolari, având încasări de 117.200.000 de dolari în SUA, iar la nivel mondial de 225 milioane de dolari. Halloween a fost produs cu un buget de 320.000 de dolari și a ajuns să aibă încasări de 47 milioane de dolari în SUA și 60 de milioane de dolari la nivel mondial. Napoleon Dynamite a costat mai puțin de 400.000 de dolari și a avut încasări de aproape 50 milioane de dolari. Filme, cum ar fi Juno, cu un buget de 6,5 milioane de dolari și încasări de 230 milioane de dolari la nivel mondial sau Slumdog Millionaire, cu un buget de 15 milioane dolari și încasări de peste 360 milioane dolari în toată lumea, au devenit filme cu un succes foarte mare.